# Вона більше не говорить… вона стріляє
Вона більше не говорить… вона стріляє (фр. Elle cause plus... elle flingue) — франко-італійський фільм режисера Мішеля Одіара, що вийшов 1972 року.

## Сюжет
Розмонда, знана як «Принцеса» міських нетрів у Шампіньї-сюр-Марн біля Парижа. За допомогою своїх слуг, вона переробляє в машині, що грає самбу, трупи тих, хто потрапляє до її рук. Їхні кістки використовуються церковниками як «святі реліквії». Одного разу приходить спеціальне замовлення на мощі Ісуса. Тоді ж у Шампіньї-сюр-Марн з'являється схожий на Ісуса бітник. Далі Розмонда зустрічає Герберта, журналіста, який приїжджає в цей регіон, щоб зробити фоторепортаж про забруднення паризьких околиць.

## Історія створення
Знімання фільму відбувалося у Франції з 20 березня по 17 травня 1972 року. Місця знімання включали: Шампіньї-сюр-Марн, розташований у долині Марни, та абатство Руайомон, поблизу Аньєр-сюр-Уаз, у Валь-д'Уазі. Натомість інтер'єри були зняті на фабриках La Victorine у Ніцці. Фільм вийшов у Франції з 23 серпня 1972 року, а в Італії він вийшов у травні наступного року.
Всупереч тому, що можна було б подумати, цей фільм не є продовженням фільму «Вона не п'є, не курить, не фліртує, але… вона розмовляє» ! / Elle boit pas, elle fume pas, elle drague pas, mais… elle cause!". Насправді, хоча актори частково збігаються, сюжет і герої цих двох фільмів абсолютно не пов'язані між собою. Початкова назва фільму була «Своя справа — вічність / Son business c'est l'éternité», але продюсер фільму вирішив змінити її, щоб скористатися успіхом попереднього фільму, вже заснованого на парі Анні Жирардо / Мішель Одіар.

## У ролях
| Актор          | Персонаж                                               |
| -------------- | ------------------------------------------------------ |
| Анні Жирардо   | Клара Тромпетт, знана як Роземон-дю-Буа-де-ла-Фазандер |
| Бернар Бліє    | інспектор Каміль Бістінґо                              |
| Моріс Біро     | Герберт                                                |
| Роже Карель    | Семмі                                                  |
| Жан Карме      | Шерстяна Нога                                          |
| Даррі Коул     | суперінтендант Адрієн Бонду                            |
| Мішель Галабрю | кардинал                                               |
| Андре Пусс     | Макс                                                   |
| Катрін Самі    | Кларисса, вдова Герберта                               |
| Чарльз Саутвуд | бітник                                                 |
| Анрі Атталь    | L'affreux                                              |
| Даніель Прево  | інспектор                                              |
| Домінік Зарді  | Рітон «la teigne» («Метелик»)                          |
| Ів Барсак      | інспектор                                              |
| П'єр Дункан    | Фернан                                                 |